# Dusa McDuff

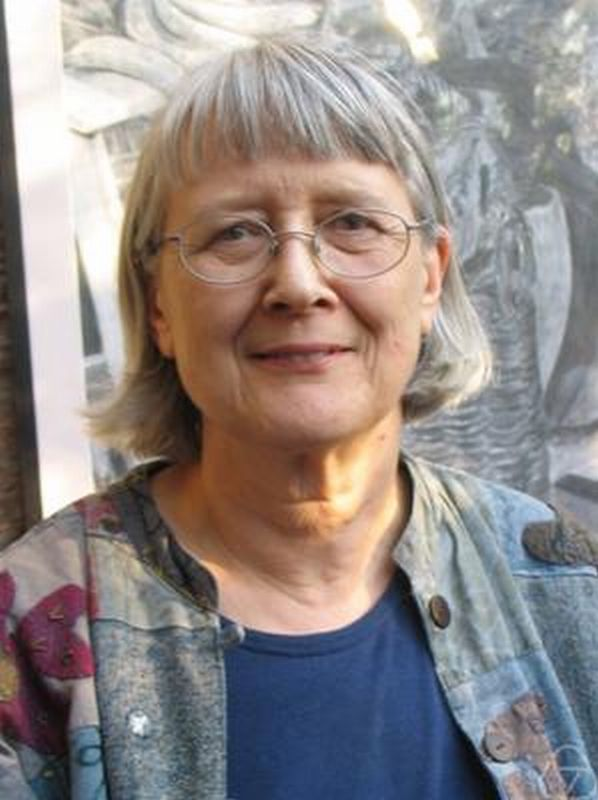
Dusa McDuff, Edinburgh 2009

Dusa McDuff (geboren als Margaret Dusa Waddington; * 18. Oktober 1945 in London) ist eine englische Mathematikerin, die sich vor allem mit Funktionalanalysis, symplektischer Geometrie und Topologie beschäftigt.

## Leben
McDuff ist die Tochter des Genetikers Conrad Hal Waddington und einer Architektin. Sie ging in Edinburgh zur Schule und danach an die Universität Edinburgh, wo sie noch als Studentin heiratete (aus der Ehe behielt sie den Nachnamen McDuff). Nach dem Abschluss 1967 ging sie an das Girton College der University of Cambridge, wo sie 1971 bei George Reid mit einer Arbeit über Von-Neumann-Algebren promovierte (sie konstruierte unendlich viele verschiedene Von-Neumann-Algebren von Faktor-Typ II1).
Ein Aufenthalt in Moskau (1969), wohin sie ihrem Mann folgte, und eine dortige Begegnung mit Israel Gelfand und spätere Vorlesungen von Frank Adams in Cambridge erweckten ihr Interesse für Topologie. Danach war sie Dozentin an der University of York (1973) und nach einem Aufenthalt am Massachusetts Institute of Technology (MIT) und am Institute for Advanced Study in Princeton war sie 1976 Dozentin an der University of Warwick, nahm aber 1978 einen Posten an der Stony Brook University an, um näher bei ihrem späteren Ehemann John Milnor (Princeton) zu sein.
Ab Anfang der 1980er Jahre beschäftigte sie sich mit symplektischer Topologie, wobei sie auf Methoden von Michail Leonidowitsch Gromow (Pseudoholomorphe Kurven) aufbaute, bei dem sie sich 1985 am Institut des Hautes Études Scientifiques (IHES) bei Paris aufhielt. 1984 erhielt sie eine volle Professur in Stony Brook, wo sie 1991 bis 1993 Dekan der mathematischen Fakultät war. Mit Dietmar Salamon schrieb sie die Standardwerke „J-holomorphic curves and symplectic topology“ (American Mathematical Society 2004, 2. Auflage 2012) und „Introduction to symplectic topology“ (Oxford University Press 1998).

## Ehrungen
1990 war McDuff Invited Speaker auf dem Internationalen Mathematikerkongress in Kyōto (Symplectic 4-manifolds). 1991 erhielt sie den Ruth-Lyttle-Satter-Preis der American Mathematical Society (AMS), deren Fellow sie ist. 1996 hielt sie einen der Plenarvorträge auf dem zweiten Europäischen Mathematikerkongress in Budapest (Recent Progress in Symplectic Topology) und 1998 einen Plenarvortrag auf dem Internationalen Mathematikerkongress (ICM) in Berlin (Fibrations in symplectic topology). Ebenfalls 1998 hielt sie die Noether Lecture. 2006/07 und 2007/08 war sie im Abel-Preis-Komitee. 2010 erhielt sie den Senior Berwick-Preis. 2014 hielt sie die Colloquium Lecture der AMS. Für 2017 erhielt sie den AMS Leroy P. Steele Prize for Mathematical Exposition für ihr Buch mit Dietmar Salamon J-holomorphic curves and symplectic topology. Für 2018 wurde ihr die Sylvester-Medaille zugesprochen. Für 2025 wurde sie mit dem Leroy P. Steele Prize for Lifetime Achievement ausgezeichnet.
1994 wurde sie Mitglied der Royal Society in London, 1995 Mitglied der American Academy of Arts and Sciences und 1999 Mitglied der National Academy of Sciences der Vereinigten Staaten. 2007 wurde sie Ehrenmitglied der London Mathematical Society. Seit 2014 ist sie auswärtiges Mitglied der Academia Europaea.
Seit 1998 trägt sie den Titel Distinguished Professor; sie hat drei Ehrendoktorate der Universitäten Edinburgh, York und Strasbourg.